# 美國數學月刊
《美國數學月刊》（American Mathematical Monthly），是班傑明·芬克爾在1894年創辦的數學期刊。現時它由美國數學協會發行，每年十期。
《美國數學月刊》的對象從大學生至專業數學家亦有。其文章要適合大眾口味，淺白易明。因此，它和一般數學研究期刊的角色不同。
该杂志自1997年以来，内容也刊在美国数学协会在线网站。
美国数学协会的莱斯特·R·福特奖（杰出文章作者奖）每年在“美国数学月刊”发布。

## 外部連結
- American Mathematical Monthly （页面存档备份，存于） homepage
- Archive of tables of contents with article summaries （页面存档备份，存于）
- Mathematical Association of America （页面存档备份，存于）
- American Mathematical Monthly on JSTOR （页面存档备份，存于）